# L'artigiano cieco e la sua famiglia
L'artigiano cieco e la sua famiglia è un dipinto del pittore fiorentino ottocentesco Giuseppe Moricci.

## Storia e descrizione
Nel dipinto si vede un padre, cieco, con la moglie e i due figlioletti, accompagnati da un cane. Quattro persone - dagli abiti dimessi ma ordinati, dai volti tristi e compassionevoli - che sostano all'esterno di un palazzo signorile - forse a Firenze - su uno zoccolo di pietra. Possiedono solo un povero fagotto. Accanto a loro ci sono anche un bricco di terraglia - rovesciato e vuoto - e un pane, rimasto dal magro pasto consumato. Sono fermi, dignitosi e silenti e nulla chiedono. Sul muro è affisso questo cartello: INVITO alla formazione della Società di Mutuo Soccorso per le Arti e Mestieri ITALIA 1851. Il dipinto potrebbe aver funzione di manifesto, per attirare l'attenzione su una nuova forma, laica, di soccorso sociale organizzato, che dovrebbe farsi carico anche dell'operaio non più in grado di svolgere il suo lavoro. L'alternativa a non avere un mestiere, oppure un lavoro, è l'estrema indigenza, per sé e per i propri familiari.
Le tematiche sociali e umanitarie, cui questo dipinto s'ispira, hanno dato vita in Italia alle prime società mutualistiche e di soccorso: a Genova nel 1856 è nata la prima cooperativa italiana di produzione del lavoro; nel 1860 Giuseppe Mazzini ha steso lo statuto dell'Associazione di Mutuo Soccorso di Napoli. Bisognerà attendere la fine dell'Ottocento per vedere l'affermarsi in Italia, su larga scala, di una idea di solidarietà laica organizzata. 
La scena è realistica, pur nella composizione figurativa, che è di taglio accademico; esce tuttavia dalla consueta classificazione di pittura di genere, per il tono moraleggiante e per l'attenzione a porre sotto gli occhi un vero dramma sociale. L'opera di Moricci rappresenta un archetipo, per futuri soggetti umanistici e sociali.

### Esposizioni
- 1979, Arte e socialità in Italia: dal realismo al simbolismo 1865-1915, Milano[3]
- 1991-1992, Il lavoro dell'uomo da Goya a Kandinskij, Braccio di Carlo Magno, Città del Vaticano[4]